# Anton Kusjnir
Anton Kusjnir, född den 13 oktober 1984 i Kazakiska SSR, Sovjetunionen är en vitrysk freestyleåkare.
Han tog OS-guld i herrarnas hopp i samband med de olympiska freestyletävlingarna 2014 i Sotji.